# آلاتورکا
آلاتورکا (انگلیسی: Alatorka) یک شهرک در شهرستان ایگلینسکی استان باشقیرستان کشور روسیه است.